# Radio Salü
Radio Salü est une station de radio allemande privée située à Sarrebruck en Sarre.
Cette radio fait partie de la branche Lagardère News.

Le directeur général est Michael Mezödi.

## Histoire
Radio Salü a été inaugurée le 31 décembre 1989 à midi précise. Au début des années 90, la station a exploité le programme d'information Antenne Saar et a démarré au début du nouveau millénaire sous la forme d'une expérience DAB Radio Salü Gold (les deux programmes ont été interrompus entre-temps). Radio Salü comprend également Classic Rock Radio, disponible depuis septembre 2005.
Au début, Radio Salü a fait de la publicité avec le slogan "One station - all hits". Le répertoire musical se composait de musique actuelle des genres Black Music, Rock, Dance et Pop, principalement des charts Billboard Hot 100 singles. Dans les milieux radiophoniques, on parle du format Contemporary hit radio (en). En outre, Radio Salü s'est également impliquée dans la scène musicale sarroise avec l'émission quotidienne Local Heroes, qui a été publiée sur Internet au cours des années suivantes. En raison de sa proximité de la frontière française, le programme musical se caractérise également par une proportion accrue de musique pop française.
Au fil des années, des changements de contenu et des changements musicaux s'ensuivirent, qui devaient rendre le programme plus "mûr". C'est ainsi que le slogan publicitaire « Le meilleur d'aujourd'hui et les mégahits des années 90 » a été utilisé. La part de la musique germanophone augmente, la danse et la musique noire ne sont pratiquement plus jouées.
La station annonce actuellement en VHF 101,7 MHz avec « le meilleur mix musical de la Sarre » et cible un public cible de 14 à 49 ans. Chaîne de musique Adult contemporary en opération 24 heures sur 24 avec des blocs de nouvelles, de service et d'information à caractère régional.[pas clair]
En ce qui concerne le jeune public, la station est cependant confrontée depuis 2003 à la concurrence d'UnserDing de la Saarländischer Rundfunk et depuis 2005 à celle de la bigFM Saarland (Skyline Medien Saarland GmbH). Saarländischer Rundfunk détient toutefois une participation directe de 20 % dans le capital de Radio Salü Euro Radio Saar GmbH. Toutefois, l'actionnaire principal de la station est la société mère de la station française Europe 1 avec 45 %.
Radio Salü a été révisée le 1er décembre 2007 et utilise depuis de nouveaux jingles. L'emballage a été produit par JamXMusic de Hambourg dans le système "JamXMatrix", un emballage jingle flexible.

## Réception
Radio Salü est reçue sur la bande FM dans toute la Sarre et en partie dans les régions voisines comme à Trèves, dans la partie occidentale du land de Rhénanie-Palatinat, sur une grande partie du département de la Moselle et au Grand-Duché de Luxembourg.
Son émetteur principal est situé à Riegelsberg-Schoksberg et diffuse sur la fréquence de 101,7 MHz (Puissance de transmission : 100 kW). 
Radio Salü est également diffusée via des émetteurs de plus faibles puissances (également tous situés en Sarre) :
- 100,3 MHz (Puissance de transmission : 5 kW site de l'émetteur : Perl) (non loin de la frontière française).
- 100,0 MHz (Puissance de transmission : 5 kW site de l'émetteur : Webenheim / Bliestal).
- 103,0 MHz (Puissance de transmission : emplacement de l'émetteur de 0,1 kW : Merzig).
- 104,2 MHz (Puissance de transmission : 0,1 kW site de l'émetteur : Mettlach).

Le programme peut être reçu dans les zones métropolitaines en Sarre par la radio numérique (DAB +) dans le bloc 9A.
En outre, Radio Salü peut être reçu via une application iPhone, qui comprend également la station de radio "Radio Rock Classic" qui y est intégrée.

## Audience
Selon les sondages mesurant l'audience des radios en Sarre, Radio Salü a atteint en 2000 son meilleur score avec plus de 100 000 auditeurs par heure. 
Actuellement, le nombre d'auditeurs se situe entre 60 000 et 80 000 auditeurs par heure.

## Actionnaires

### Structure de l'actionnariat
Le principal actionnaire de Radio Salü est Europe 1 qui fait partie du Groupe Lagardère. La société mère française exploite notamment les stations de radio en France, Europe 1, Virgin Radio, RFM et d'autres stations de radios en Europe de l'Est. 

### Actionnaires de la Société
- European Broadcasting GmbH - Europe 1 (45 %)
- La radio publique sarroise Saarländischer Rundfunk (20 %)
- Radio 2000 Beteiligungs-GmbH (12 %)
- Association des Caisses d'Épargne de la Sarre (Sparkassenverband Saar) (10 %)
- Union des éditeurs de journaux Publishing GmbH (6 %)
- Prisma Société Plus pour les investissements (5 %)
- Paulinus Verlag GmbH (2 %)

### Investissements
Radio Salü agit directement ou indirectement dans ces sociétés :
- Radio Salü (en Sarre)
- Classic Rock Radio (pouvant être reçue en Sarre depuis les émetteurs de Sarrebruck et de Saint-Ingbert)
- Rockland Radio (radio située dans le land de Rhénanie-Palatinat)
- la radio 100.5 HITS RADIO (station de radio germanophone située à Eupen en Belgique)
- Antenne AC (station de radio située à Aix la Chapelle)
- Médias Regio AG (ventes de publicité)

Radio Salü organise des sites web pour diffuser ces programmes par flux et en direct.